# Puerto Montt

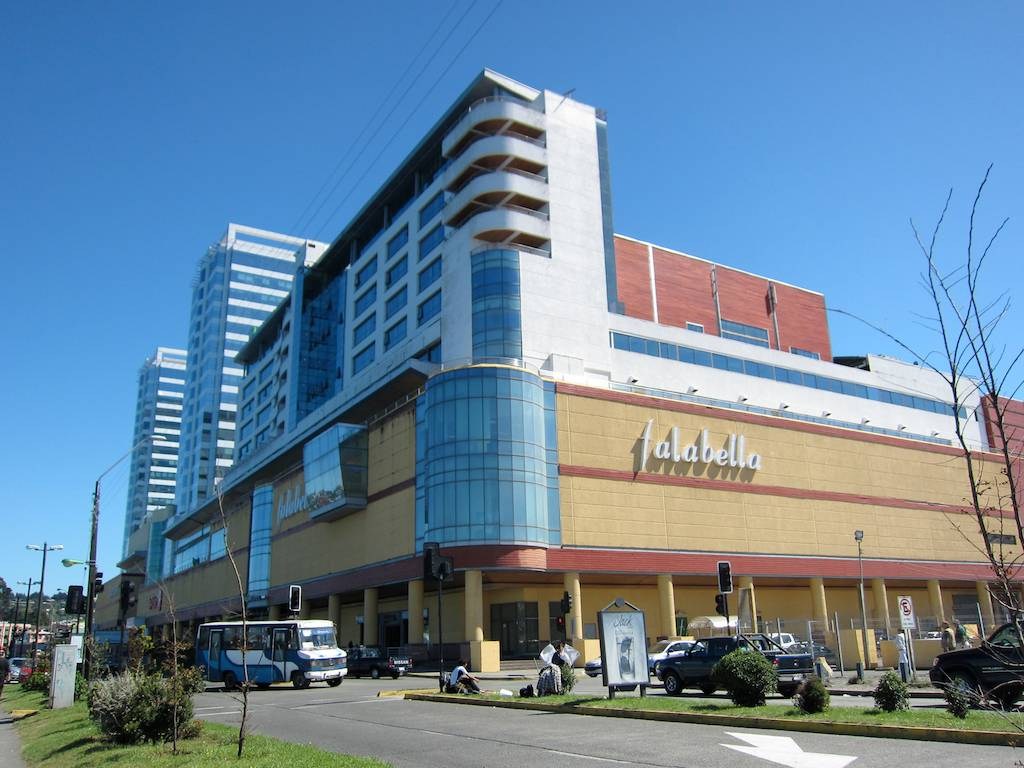
Puerto Montt

Puerto Montt este un oraș din Chile cu 175.938 locuitori (2002) din regiunea Los Lagos. 